# Jahleel Brenton Carey
Pour les articles homonymes, voir Carey.
Jahleel Brenton Carey (1847–1883) est un officier britannique. Sa notoriété tient à sa responsabilité présumée dans la mort de Napoléon, prince impérial (1856–1879), tué par des guerriers zoulous en Afrique du Sud.
Jahleel Carey est né le 18 juillet 1847 à Hinckley, dans le Leicestershire (Angleterre). Son père, Adolphus Frederick Carey, était vicaire de Brixham, dans le Devon. Il appartient à la famille Carey de Guernesey dans les îles anglo-normandes. Comme beaucoup de fils de la lignée Guernsey Carey, Jahleel étudia à Caen en Normandie. En 1864, il intégra l'Académie royale militaire de Sandhurst en tant que cadet et fut déclaré enseigne en 1865. Il incorpora le Troisième régiment des Indes occidentales en 1865 et servit dans le corps expéditionnaire du Honduras britannique en 1867, où son nom est mentionné dans des dépêches. En 1868, il est nommé lieutenant dans le 98ème régiment à pied.

## La mort du prince impérial
Lors de la guerre anglo-zouloue de 1879 se produisit l'incident qui allait radicalement modifier la carrière militaire jusque-là prometteuse de Jahleel Carey. Cet incident eut lieu quelques mois après l'humiliante défaite infligée aux Britanniques par les Zoulous à la Bataille d'Isandhlwana le 22 janvier 1879.
Louis-Napoléon, fils de Napoléon III et âgé de 23 ans, était un « invité » de l'armée britannique sur son théâtre d'opérations lors de la guerre anglo-zouloue de 1879. Soucieux d'acquérir une expérience militaire, il fut autorisé à participer à des reconnaissances en mai. Il inquiétait cependant le commandant en chef, Frederic Thesiger, 2e baron Chelmsford, par son habitude de poursuivre avec enthousiasme tous les Zoulous qu'il voyait lors de ces patrouilles à cheval. Il fut donc « cantonné dans ses quartiers » par Lord Chelmsford. Malgré cela, le prince impérial fut autorisé à accompagner une patrouille équestre de huit hommes le 1er juin 1879, dont le commandement fut confié au lieutenant Carey. Carey avait pour tâche de « prendre soin » du prince impérial, a-t-on supposé, en raison de son origine « française ». Ayant étudié à Caen, Carey parlait couramment le français.
Dans l'après-midi, vers 15 heures, Carey ordonna une pause pour prendre un café dans un kraal désert. Après environ une heure de repos, le prince donna l'ordre de remonter à cheval. À ce moment, un groupe d'environ quarante Zoulous ouvrit le feu sur eux. Dans la mêlée qui suivit, Carey donna l'ordre de se mettre en selle et de battre en retraite, selon son rapport. Cependant, une sangle d'étrier de la selle du Prince Impérial se rompit, et le Prince fut obligé d'engager les Zoulous de tête : deux coups de revolver furent tirés, avant qu'il ne soit abattu de près par l'arme mortelle des Zoulous, la sagaie,.

## Conséquences
Carey fut traduit en cour martiale le 12 juin 1879, sous l'accusation de « lâcheté devant l'ennemi ». Il se défendit vigoureusement, insistant sur le fait qu'il n'était pas aux commandes effectives de la patrouille. Carey se trouvait en effet dans une position dangereusement ambivalente : à cause de sa position subalterne de fait vis-à-vis du Prince impérial, il y avait ambiguïté dans le commandement de la patrouille,. Cependant, il n'y a pas de consensus des commentateurs sur le sujet, que ceux-ci soient contemporains, modernes, ou selon leur degré d'information. Le verdict de culpabilité fut bientôt retiré et Carey en fut informé par le prince George, duc de Cambridge, dans une lettre datée du 16 août 1879. Dans la même lettre, la promotion de Carey au grade de capitaine, à compter du 6 juin 1879, fut confirmée. Carey, cependant, ne retrouva jamais la promesse de ses premières années.
Il mourut accidentellement peu après, le 22 février 1883, des suites d'un coup de sabot de cheval à l'abdomen.